# Budišov nad Budišovkou
Budišov nad Budišovkou (tyska: Bautsch) är en stad i Tjeckien. Den ligger i den östra delen av landet, 230 km öster om huvudstaden Prag. Budišov nad Budišovkou ligger 510 meter över havet och antalet invånare är 2 911 (2016).
Terrängen runt Budišov nad Budišovkou är platt åt nordväst, men åt sydost är den kuperad. Runt Budišov nad Budišovkou är det glesbefolkat, med 8 invånare per kvadratkilometer. Närmaste större samhälle är Vítkov, 8,9 km öster om Budišov nad Budišovkou. Omgivningarna runt Budišov nad Budišovkou är en mosaik av jordbruksmark och naturlig växtlighet.
Trakten ingår i den hemiboreala klimatzonen. Årsmedeltemperaturen i trakten är 7 °C. Den varmaste månaden är juli, då medeltemperaturen är 18 °C, och den kallaste är december, med −8 °C. Genomsnittlig årsnederbörd är 1 031 millimeter. Den regnigaste månaden är juni, med i genomsnitt 146 mm nederbörd, och den torraste är mars, med 50 mm nederbörd.